# Half Moon Street (Londres)
Half Moon Street est une rue de la ville de Londres. Elle est située dans la cité de Westminster, dans le quartier de Mayfair. 

## Situation et accès
La rue s'étend de Piccadilly à Curzon Street. Elle est longue d’environ 160 m. La circulation y est à sens unique. 
La station de métro la plus proche est Green Park, desservie par la ligne  Piccadilly.

## Origine du nom
Half Moon Street (en français : rue de la Demi-Lune) doit son nom à l’enseigne d’une auberge qui se trouvait autrefois à l’angle de Piccadilly.
Il y a huit autres rues de ce même nom au Royaume-Uni.

## Historique
La rue est aménagée vers 1730.

## Bâtiments remarquables et lieux de mémoire

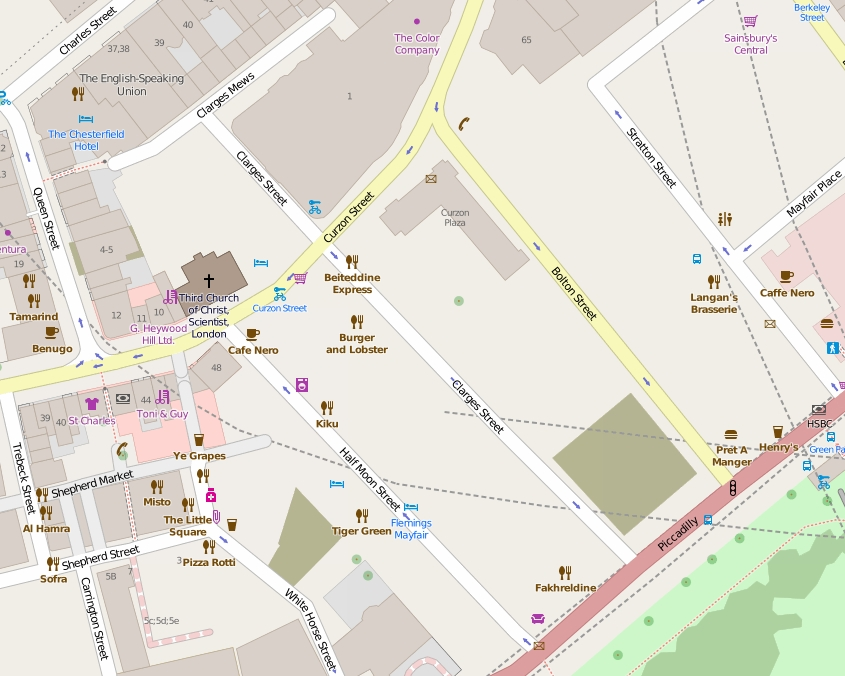
Carte du quartier.

- No 6 : bâtiment classé de grade II de la fin du XVIIIe siècle[4].
- No 12A : bâtiment classé de grade II de la fin du XVIIIe siècle[5].
- No 14 : bâtiment classé de grade II du début du XVIIIe siècle[6].
- No 15 : bâtiment classé de grade II[7].
- No 25 : bâtiment classé de grade II du milieu du XVIIIe siècle[8].

## Half Moon Street dans les medias
- Anne Perry, Half Moon Street, 10-18, 2006  (ISBN 9782264042538).
- Half Moon Street est le titre d’un film policier tourné en 1986 avec Sigourney Weaver et Michael Caine dans les rôles principaux.